# Pervijze
Pervijze is een landelijk dorp in de Belgische provincie West-Vlaanderen. Het is een deelgemeente van de stad Diksmuide. In Pervijze liggen nog enkele kleine gehuchtjes, zoals Rousdamme langs de Oude A-vaart op de grens met Avekapelle en Schoorbakke langs de IJzer op de grens met Schore.
Pervijze heeft een oppervlakte van 12,23 km² en telt bijna 900 inwoners.

## Geschiedenis
Het grondgebied van de huidige deelgemeente Pervijze bestond van oudsher uit twee heerlijkheden: Pervijze zelf behoorde samen met het gehucht Schoorbakke tot de kasselrij Veurne-Ambacht, terwijl de zuidelijke parochie Sint-Katharinakapelle behoorde tot de heerlijkheid Bercle, ook het Vrije van Kassel genoemd. Hoewel Pervijze mogelijk ouder is, werden de Middellandpolders, waarin Pervijze ligt, pas in de twaalfde eeuw ingepolderd. In 1328 vond de Slag bij Kassel plaats, waarbij ook een vijftigtal Pervijzenaren sneuvelden.
Omstreeks 1566 vonden godsdiensttroebelen plaats, waaronder ook Pervijze te lijden had. Nadat Alexander Farnese de streek heroverde werd een antipenetratielinie aangelegd om invallen vanuit het calvinistische Oostende tegen te gaan. Bij Schoorbakke werd een klein fort aangelegd dat, na de inname van Oostende in 1604, weer afgedankt werd.
Op de Ferrariskaarten uit de jaren 1770 zijn Pervijze en Sint-Katharinakapelle te zien als Pervyse en Ste. Catherine Capelle. Het dorp was toen vergeleken met de naburige dorpen vrij groot. In het centrum stond de kerk met kerkhof, en een 45-tal huizen, boerderijen en schuren. Vooral ten noorden van het centrum lagen nog een vrij groot aantal boerderijen, verspreid over de regio van velden en drassige weilanden. Er waren meer dan dertig hoven die volledig of gedeeltelijk omringd waren door een slotgracht.
In 1812 werd de gemeente Sint-Katharinakapelle aangehecht bij Pervijze.
In 1864 kwamen de Zusters van Liefde van Roeselare, welke het meisjesonderwijs gingen verzorgen naar Pervijze. In 1868 kwam het Station Pervijze tot stand.
Pervijze lag vanaf oktober 1914 gedurende de rest van de Eerste Wereldoorlog in de frontlinie en werd helemaal verwoest. In 1919 begon de wederopbouw. Op 29 mei 1940 vocht het 270e Franse Regiment aan de IJzer, een tiental mannen werden gedood voor de Schoorbakke-brug.
Tijdens de gemeentefusies van 1971 werden Lampernisse, Oostkerke en Stuivekenskerke bij Pervijze gevoegd, dat zelf in 1977 bij de stad Diksmuide werd ingelijfd.

## Demografie

### Demografische ontwikkeling voor de fusie
Opm:1831 t/m 1970=volkstellingen op 31 december

### Demografische ontwikkeling van de fusiegemeente
Alle historische gegevens hebben betrekking op de voormalige gemeente zoals ontstaan na de fusie met Lampernisse, Oostkerke en Stuivekenskerke op 1 januari 1971.
- Bronnen:NIS, Opm:1831 tot en met 1970=volkstellingen; 1976 = inwoneraantal op 31 december

## Bezienswaardigheden
- De Sint-Niklaas- en Sint-Katharinakerk
- Een observatietoren uit de Eerste Wereldoorlog, sinds 2002 beschermd als monument.
- Het Kerkhof van Pervijze
- Langs de voormalige Spoorlijn 74 (Frontzate) is een landschapskunstwerk van Lucas Coene geplaatst, bestaande uit 104 betonblokken, dat het belang van deze spoorlijn ten tijde van de Eerste Wereldoorlog memoreert.

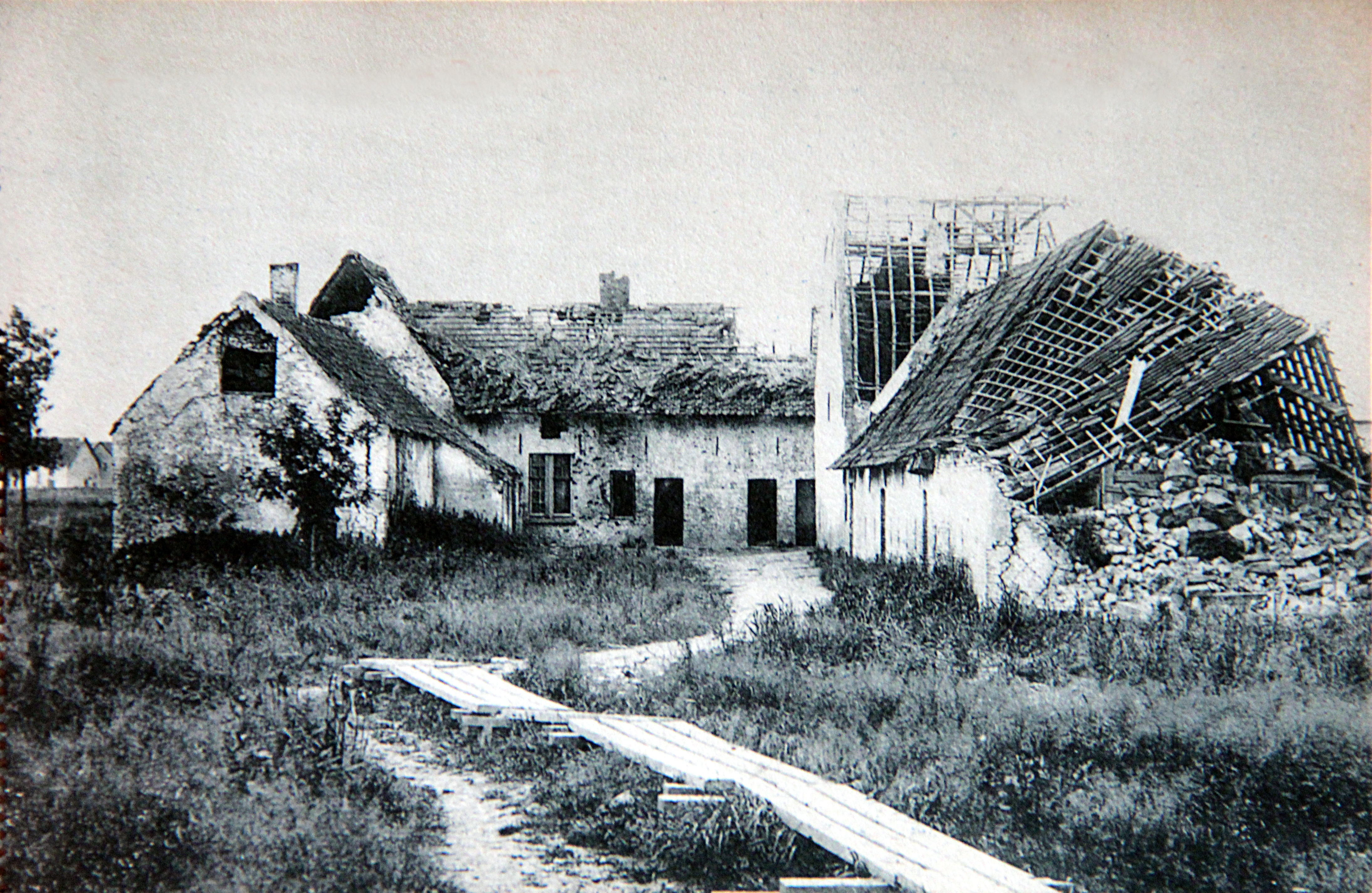
Boerderij vernietigd tijdens de strijd die plaatsvond in juni 1916 ten zuiden van Pervyse.

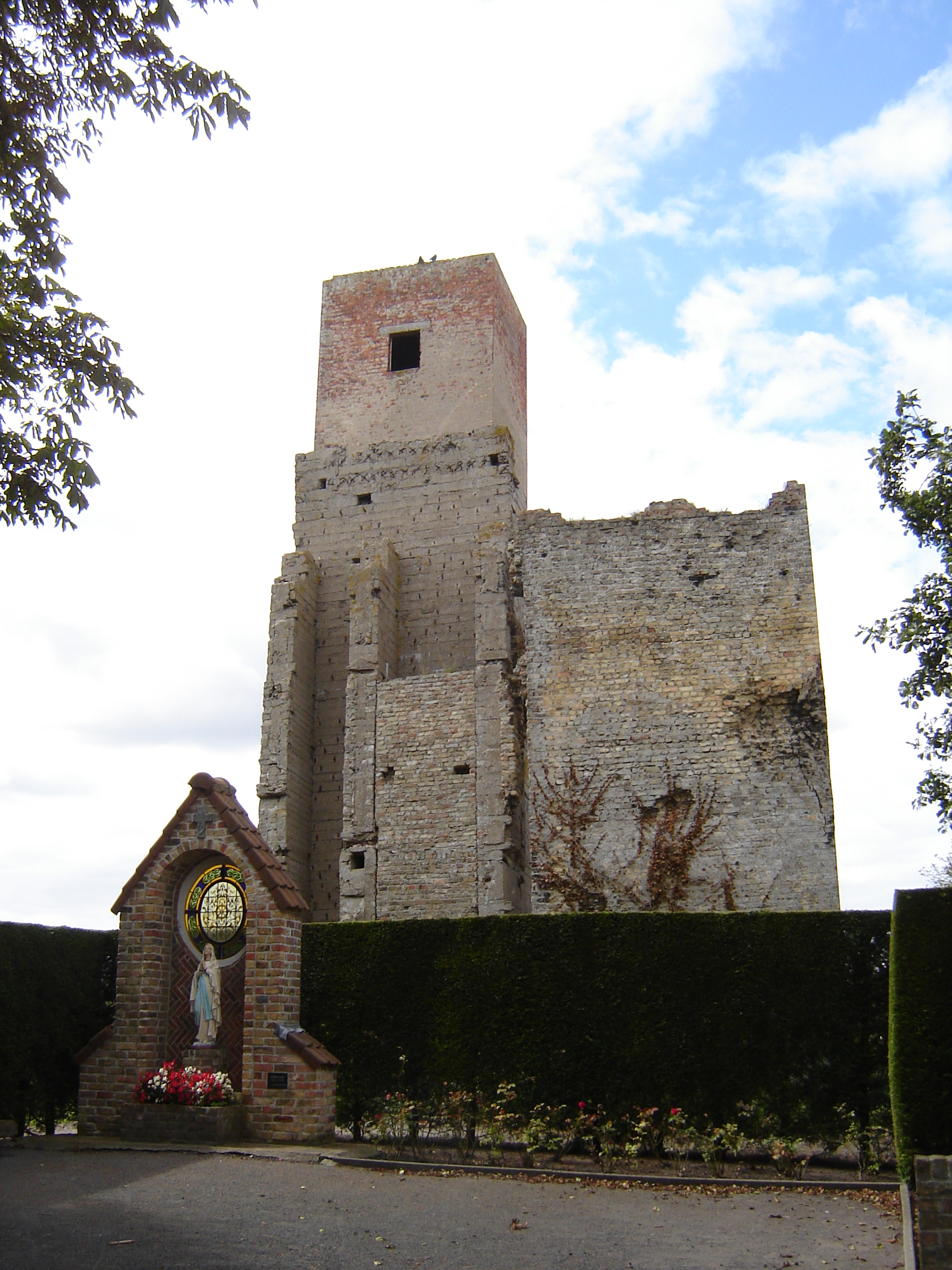
Observatietoren

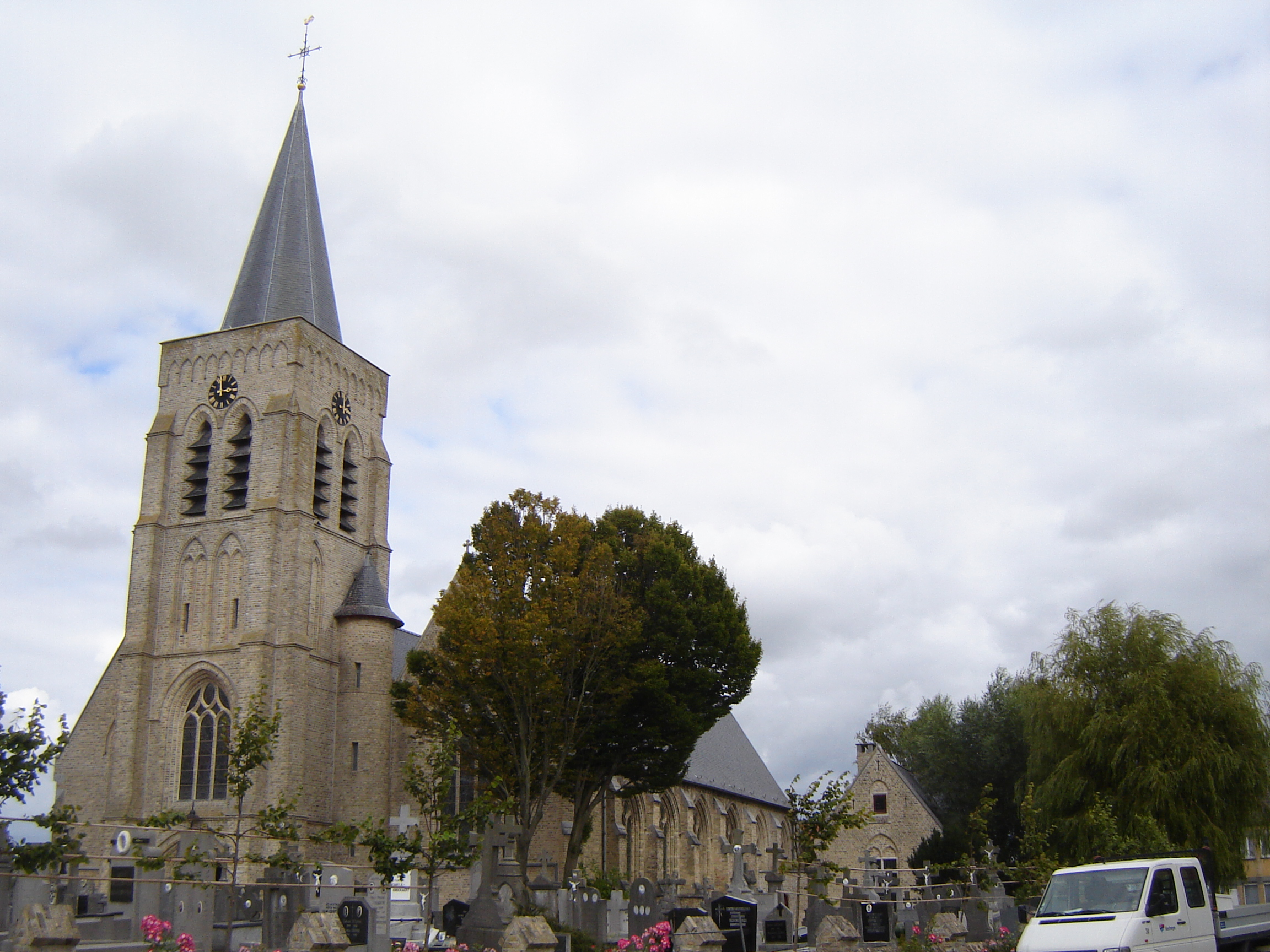
Sint-Niklaas- en Sint-Katharinakerk met kerkhof

## Natuur en landschap
Pervijze ligt in het West-Vlaams poldergebied, en wel in de Middellandpolders, op een hoogte van ongeveer 3 meter. Waterlopen in de directe omgeving zijn: De Grote A-Vaart in het westen, en de Grote Beverdijkvaart in het oosten.

## Politiek
Pervijze had een eigen gemeentebestuur en burgemeester tot de gemeentelijke fusie van 1977. Burgemeesters waren:
- 1796-1801 : Pieter Vereecke
- 1798 : Jean Baptiste Lescornez
- 1801-1806 : Petrus Hiers
- 1806-1814 : Carolus Norbertus Vandecasteele
- 1815-1824 : Jacobus Josephus Berten
- 1824-1836 : Alexander Josephus de Grave
- 1830-1831 : Engelbertus Ketels (dienstdoend)
- 1833-1848 : Victor Buylaert
- 1849-1868 : Engelbertus Josephus de Grave
- 1868-1875 : Ludovicus Joannes de Grave
- 1875-1885 : Petrus Jonckheere
- 1885-1890 : Jacobus Norbertus Duchatelez
- 1891-1921 : August Constandt
- 1921-1932 : Emiel Haverbeke
- 1932-1938 : Victor Vandewoude
- 1938-1945 : Alfons de Grave
- 1944-1945 : Medard Avereyn (dienstdoend en vervangend)
- 1945 : Victor Vandewoude (vervangend)
- 1945-1947 : Georges Haverbeke (vervangend)
- 1947-1961 : Frederik Ryckewaert
- 1961-1974 : Oscar Vanlerberghe
- 1974-1976 : Georges Haverbeke

## Religlieuzen
Zusters van Liefde van Roeselare met de bouw aan een klooster en een kostschool in de dorpskern. Het onderwijs voor meisjes werd opgestart in 1869. Ook de zorg voor ouderlingen en weeskinderen volgden in 1876. Tijdens de Eerste Wereldoorlog werd de kloostersite volledig vernield. In 1920 keerden de zusters vanuit Frankrijk terug en startte men in 1923 met de heropbouw van het klooster, de kostschool en het rusthuis.  In 1951 werd de vrije middelbare school omgevormd tot secundaire onderwijs. Vervolgens werd het klooster ook de regionale hoofdzetel voor de werking van het Wit-Gele Kruis. Naderhand werd de zorg voor ouderlingen afgebouwd en het rusthuis werd in 1971 gesloten. De scholengemeenschap Diksmuide startte in september 1983 met het vernieuwd secundair onderwijs (vso). De uitbreiding van de leslokalen en het invoeren van gemengd onderwijs werden een struikelblok voor het verder bestaan van meisjesschool. Men besloot voor een vrijwillige afbouw van het secundaire onderwijs in Pervijze. Alleen de vrije basisschool bleef bestaan. Op 7 april 1986 verlieten de zusters Pervijze. Het kloostergebouw en de schoolgebouwen werden overgenomen door de stad Diksmuide. In 1988 werd het kloostergebouw afgebroken en in de plaats daarvan werden sociale woningen gebouwd.

## Economie

### Brouwerijen
In 1900 had de gemeente Pervijze zes brouwerijen, alle gevestigd in het centrum van het dorp. Na de Eerste Wereldoorlog werd de brouwerij De Dry Schichten heropgebouwd door Victor Vandewoude. Vanaf 1921 werd de bierproductie terug opgestart. Men brouwde hoofdzakelijk bieren van hoge gisting en vanaf 1950-1951 een kleine hoeveelheid bieren van lage gisting. De hoge koperprijzen tijdens de Koreaanse Oorlog (1950-1953) hielden immers ook hier een onweerstaanbare uitnodiging in om de koperrijke bedrijfsgebouwen van de nog weinig rendabele brouwerijen te ontmantelen. De bierbereiding werd stopgezet en de brouwers sleten voortaan bier van grote brouwerijen. Brouwerij De Dry Schichten werd eveneens omwille van een tekort aan duurzaam brouwwater en de kleine rendabiliteit in 1955 op non-activiteit geplaatst. In 1957-58 werd de gehele brouwinstallatie ontmanteld en verkocht. In de plaats kwam een handel in bieren en frisdranken. De drankenhandel Vandewoude verhuisde in 2020 naar Veurne.  
De precieze locatie van deze zes brouwerijen kan men duidelijk aflezen op de kadastrale kaart van P.C. Popp (1844-1847): mouterij-brouwerij Het Verghulden Vlies, mouterij-brouwerij De Fortuyne, bier- en azijnbrouwerij De Zwaan, brouwerij Den Hert, mouterij-brouwerij De Dry Schichten en de brouwerij De Grave. Van deze zes brouwerijen waren Het Verghulden Vlies (1620) en de Zwaan (1620) de oudste. Hun geschiedenis klimt respectievelijk op tot het begin van de 17de eeuw. De brouwerij De Fortuyne daarentegen werd pas in 1801 opgericht. Beide brouwerijen Het Verghulden Vlies en De Zwaan waren verbonden aan een gelijknamige herberg en overleefden in zekere mate de troebelen van de Franse Revolutie. Laatst genoemde brouwerij De Zwaan bleef in werking tot ten laatste 1907, en produceerde als enige van de zes ook het nevenproduct azijn. Tussen deze brouwerijen bestonden in het ancien régime nauwelijks of geen familiale banden. Meer dan eens wisselden de brouwerijen van uitbaters of eigenaars. Pas vanaf de tweede helft van de 19de eeuw komt hier verandering en kwamen deze in handen van families (Comeyne, Vandewoude, Verschave) wiens namen onafscheidelijk en lange tijd met de lokale brouwerijnijverheid verbonden blijven. Van 1906 tot 1914 was er ook mouterij buiten de dorpskom actief. Deze werd uitgebaat door de gebroeders Emiel en Louis Vandewoude. De moutactiviteiten werden na de Eerste Wereldoorlog niet meer hernomen.

### Zuivelfabriek Ste-Catharina
In 1937-1938 bouwden de broers Petrus en Cyriel Verstraete de zuivelfabriek Ste-Catharina buiten de dorpskern van Pervijze (Veurnestraat). Deze werd in 1952 overgenomen door de familie Oscar Anseeuw. Tot het gamma van de zuivelproducten behoorden afgeroomde melk, chocomelk Nostra en Gouda kaas. De productie van roomboter was het belangrijkst. Deze werd verdeeld onder de merknaam 'Ste-Catharina'. Het ophaalgebied van de melkerij van Pervijze omvatte Veurne-Ambacht en Diksmuide. In 1968 ontstond er een samensmelting van de zuivelfabriek Ste-Catharina met de zuivelfabrieken van Langemark, Klerken, Zarren en Koekelare. De nieuwe maatschappij kreeg de naam Dixmuda-Langemark.

## Geboren in Pervijze
- Bert Vanheste (1937-2007), literatuurwetenschapper en auteur
- Jelle Vermoote (2001), wielrenner

## Nabijgelegen kernen
Oostkerke, Avekapelle, Stuivekenskerke, Ramskapelle, Schore